# Edmond Tapsoba
Edmond Fayçal Tapsoba (Uagadugú, 2 de febrero de 1999), conocido como Edmond Tapsoba, es un futbolista burkinés que juega de defensa en el Bayer 04 Leverkusen de la 1. Bundesliga de Alemania.

## Trayectoria
Empezó su carrera en 2014 en su ciudad natal jugando para el Salitas y el U. S. Ouagadougou antes de marcharse en 2017 a Portugal para jugar con los juveniles del Leixões S. C. En enero de 2018 fichó por el Vitória S. C. para jugar en su filial. De cara a la temporada 2019-20 subió al primer equipo y se convirtió en una de las revelaciones de la liga, hecho que hizo que fuera renovado en diciembre de 2019 con una cláusula de 50 millones de euros y que despertara el interés del S. L. Benfica y de varios equipos europeos. Finalmente, el 31 de enero de 2020 fue traspasado al Bayer 04 Leverkusen a cambio de 18 millones de euros, más otros 7 en variables, y un 15% de la plusvalía de un futuro traspaso, convirtiéndose de este modo en la venta más cara en la historia del conjunto vimarense. Antes de acabar el año amplió su contrato hasta junio de 2026.

## Selección nacional
Es internacional absoluto con la selección de Burkina Faso. Debutó con 17 años en un amistoso ante Uzbekistán disputado el 24 de agosto de 2016.
En diciembre de 2021 fue convocado para participar en la Copa Africana de Naciones 2021. Dos años después también fue citado para la edición de 2023.

### Participaciones en Copa Africana de Naciones
| Copa                           | Sede            | Resultado        | Partidos | Goles |
| ------------------------------ | --------------- | ---------------- | -------- | ----- |
| Copa Africana de Naciones 2021 | Camerún         | Cuarto puesto    | 6        | 0     |
| Copa Africana de Naciones 2023 | Costa de Marfil | Octavos de final | 4        | 0     |

## Clubes
| Club                | País         | Año       |
| ------------------- | ------------ | --------- |
| Salitas             | Burkina Faso | 2014-2015 |
| U. S. Ouagadougou   | Burkina Faso | 2015-2017 |
| Vitória S. C. "B"   | Portugal     | 2018-2019 |
| Vitória S. C.       | Portugal     | 2019-2020 |
| Bayer 04 Leverkusen | Alemania     | 2020-     |

## Palmarés

### Títulos nacionales
| Título                | Club                | País     | Año  |
| --------------------- | ------------------- | -------- | ---- |
| 1. Bundesliga         | Bayer 04 Leverkusen | Alemania | 2024 |
| Copa de Alemania      | Bayer 04 Leverkusen | Alemania | 2024 |
| Supercopa de Alemania | Bayer 04 Leverkusen | Alemania | 2024 |